# Valvifera
Valvifera zijn een onderorde van mariene pissebedden. Valvifera onderscheiden zich door de platte, klepachtige uropoden die zijwaarts scharnieren en onder het achterste deel van hun lichaam naar binnen vouwen en de pleopoden bedekken. Sommige soorten zijn alleseters en vervullen de rol van aaseters.
Onder deze onderorde vallen twaalf families:
- Antarcturidae Poore, 2001
- Arcturidae Dana, 1849
- Arcturididae Poore, 2001
- Austrarcturellidae Poore & Bardsley, 1992
- Chaetiliidae Dana, 1849
- Holidoteidae Wägele, 1989
- Holognathidae Thomson, 1904
- Idoteidae Samouelle, 1819
- Pseudidotheidae Ohlin, 1901
- Rectarcturidae Poore, 2001
- Thermoarcturidae Poore, 2015
- Xenarcturidae Sheppard, 1957